# بامیه (شیرینی)
بامیه (بامیا) یکی از شیرینی‌های خاورمیانه است. همچنین در بسیاری از کشورها به عنوان تولومبا (ترکی استانبولی: tulumba) نیز شناخته می‌شود چون این دسر در غذاهای سرزمین شام از امپراتوری عثمانی سرچشمه گرفته‌است و هنوز هم در مناطق امپراتوری سابق باقی مانده‌است. این شیرینی یک خمیر سرخ شده در شربت است و اغلب با زولبیا جفت می‌گردد. مسلمانان ایرانی غالباً از زولبیا و بامیا در ماه رمضان هنگام افطار برای باز نمودن روزه خود استفاده می‌کنند.

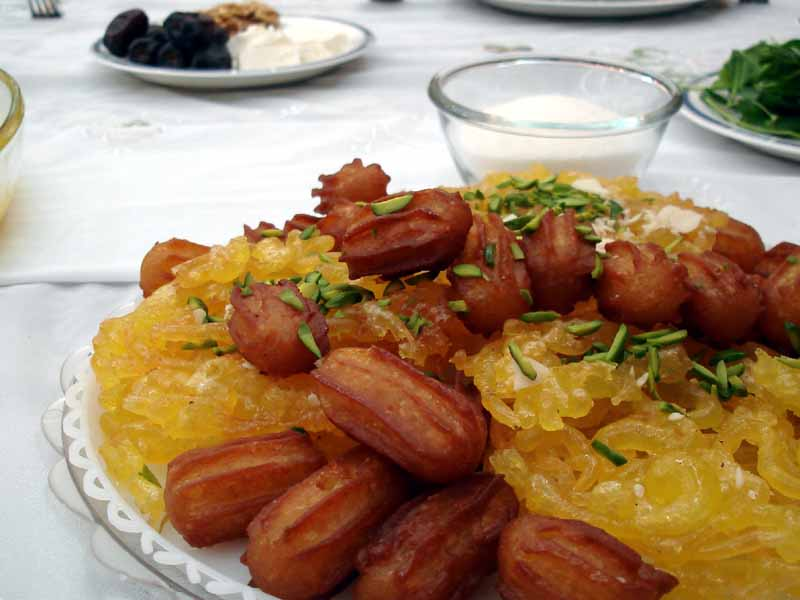
زولبیا و بامیه

از مواد اولیه این نوع شیرینی می‌توان به نشاسته، آب و خمیرمایه اشاره کرد که بعد از ترش شدن و به اصطلاح ورآمدن آن را به آرد اضافه می‌کنند. سپس از تخم مرغ برای پف کردن بامیه استفاده می‌شود که البته این روش به تازگی به کار می‌رود و در گذشته کاربردی نداشته‌است؛ این تنها تفاوت میان بامیه قدیم با حال است. هنگامی که بامیه آماده شد آن را در شربت قوام‌یافته می‌اندازند تا شیره را به خود جذب کند.